# Draft NBA 2020
Il Draft NBA 2020 si è svolto il 18 novembre 2020. Inizialmente programmato al Barclays Center di Brooklyn, New York, è stato condotto presso le strutture di ESPN a Bristol, nel Connecticut, in videoconferenza. È stato trasmesso in televisione a livello nazionale negli Stati Uniti su ESPN. Il sorteggio per l'ordine delle chiamate (NBA Draft Lottery) era previsto per il 19 maggio  2020, durante i Playoff NBA, ma causa la Pandemia di COVID-19 del 2019-2021 si è invece tenuto il 20 agosto 2020. Questo è il primo draft, dal 1975, che non si è tenuto nel mese di giugno. La prima scelta è stata effettuata dai Minnesota Timberwolves, che hanno selezionato Anthony Edwards.

## Scelte

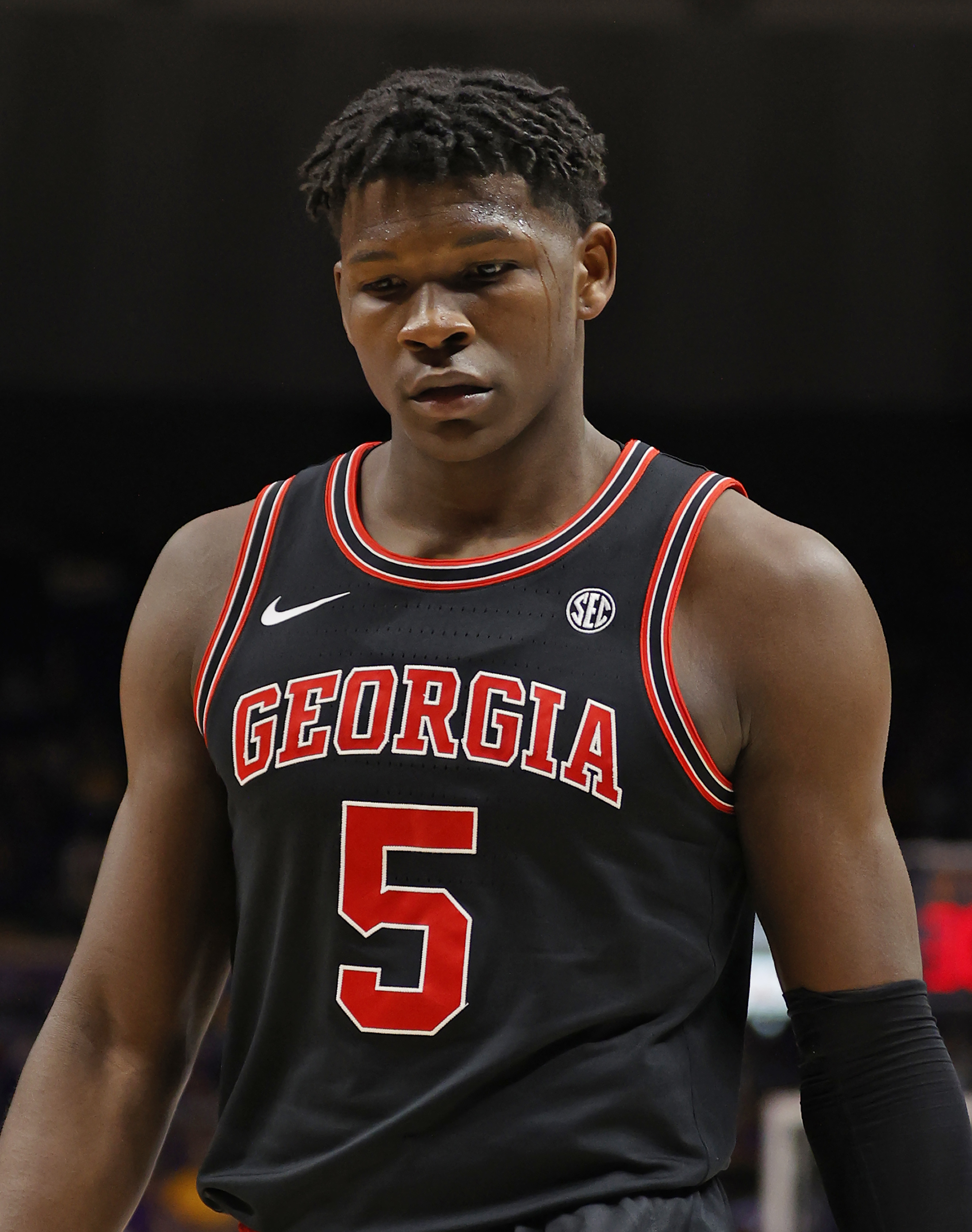
Anthony Edwards, prima scelta assoluta dei Minnesota Timberwolves.

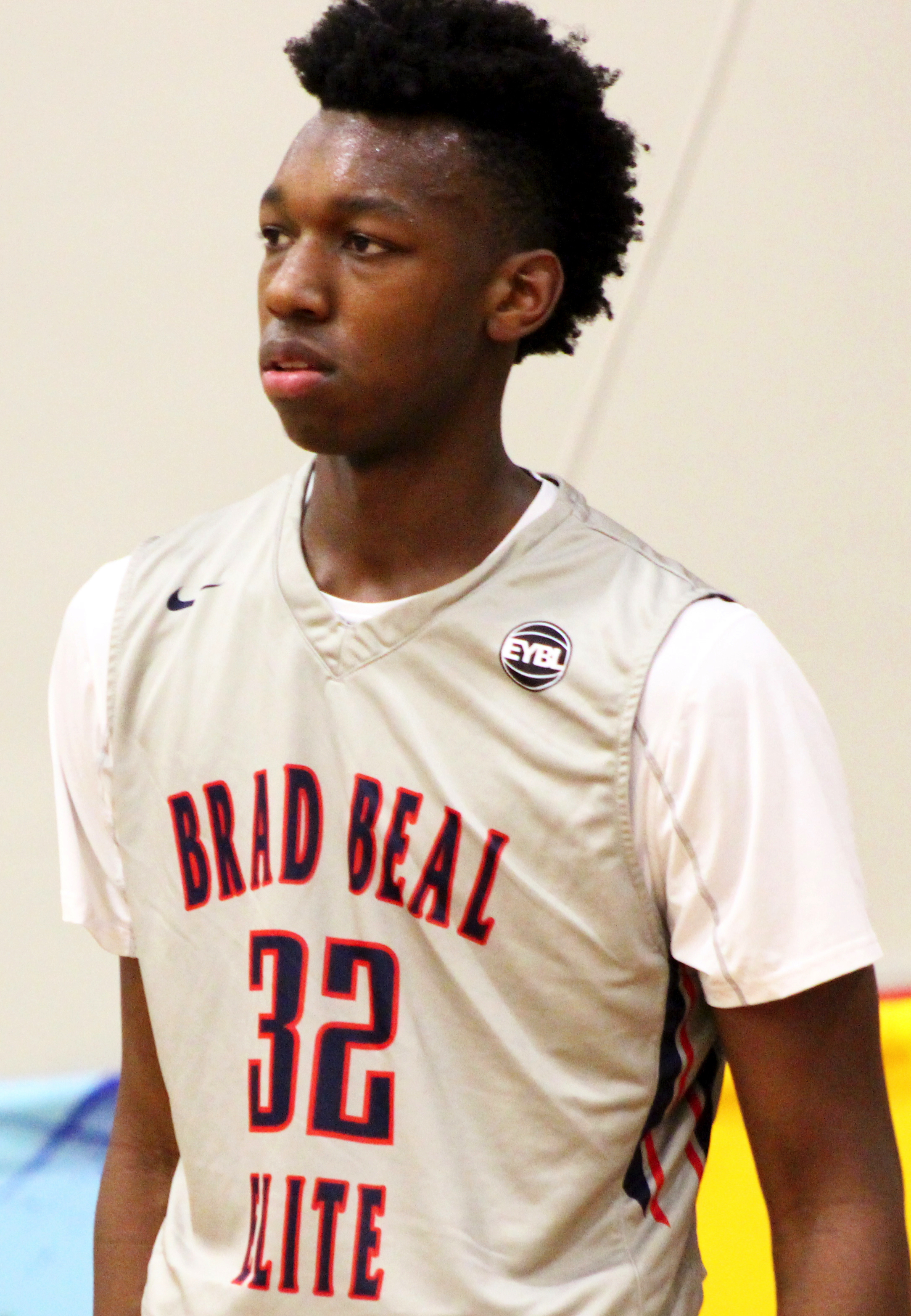
James Wiseman, seconda scelta assoluta dei Golden State Warriors.

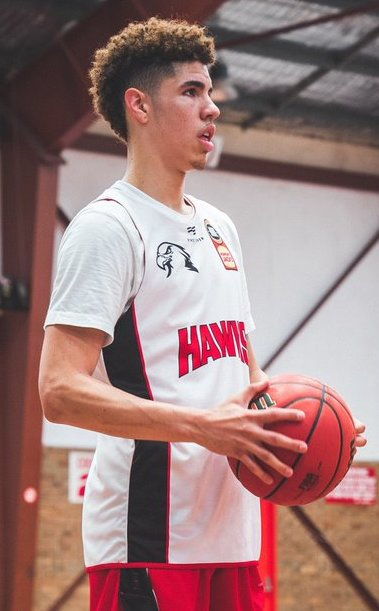
LaMelo Ball, terza scelta assoluta dei Charlotte Hornets.

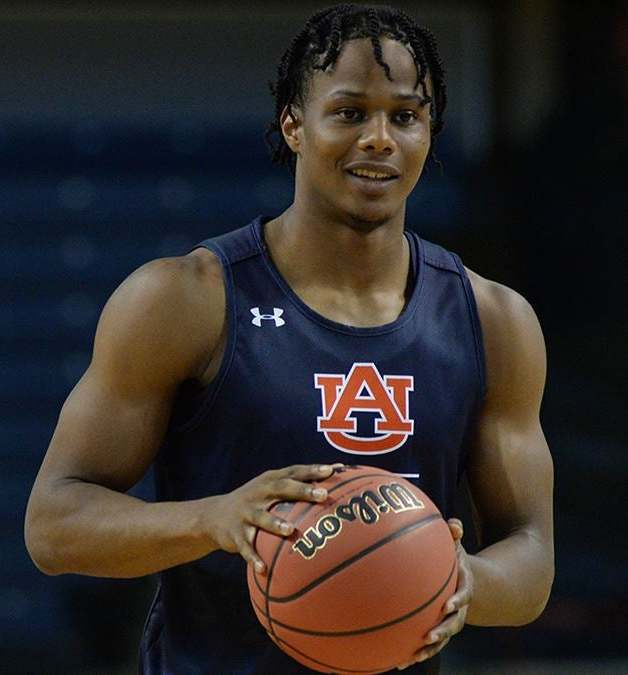
Isaac Okoro, quinta scelta assoluta dei Cleveland Cavaliers.

### Giocatori scelti al 1º giro
|   | Indica un giocatore che è stato selezionato per almeno un All-Star Game ed è inserito in un All-NBA Team |
|   | Indica un giocatore che è stato selezionato per almeno un All-Star Game                                  |
| * | Indica il giocatore che ha vinto il titolo di Rookie of the Year                                         |
|   | Indica un giocatore che non ha mai giocato una partita in NBA                                            |

| Scelta | Giocatore          | Ruolo | Nazionalità   | Squadra NBA            | Provenienza          |
| ------ | ------------------ | ----- | ------------- | ---------------------- | -------------------- |
| 1      | Anthony Edwards    | SG    | Stati Uniti   | Minnesota Timberwolves | Georgia              |
| 2      | James Wiseman      | C     | Stati Uniti   | Golden State Warriors  | Memphis              |
| 3      | LaMelo Ball *      | PG    | Stati Uniti   | Charlotte Hornets      | Illawarra Hawks      |
| 4      | Patrick Williams   | SF    | Stati Uniti   | Chicago Bulls          | Florida State        |
| 5      | Isaac Okoro        | SF    | Stati Uniti   | Cleveland Cavaliers    | Auburn               |
| 6      | Onyeka Okongwu     | PF    | Stati Uniti   | Atlanta Hawks          | USC                  |
| 7      | Killian Hayes      | PG    | Francia       | Detroit Pistons        | ratiopharm Ulm       |
| 8      | Obi Toppin         | PF    | Stati Uniti   | New York Knicks        | Dayton               |
| 9      | Deni Avdija        | SF    | Israele       | Washington Wizards     | Maccabi Tel Aviv     |
| 10     | Jalen Smith        | PF    | Stati Uniti   | Phoenix Suns           | Maryland             |
| 11     | Devin Vassell      | SG    | Stati Uniti   | San Antonio Spurs      | Florida State        |
| 12     | Tyrese Haliburton  | PG    | Stati Uniti   | Sacramento Kings       | Iowa State           |
| 13     | Kira Lewis         | PG    | Stati Uniti   | New Orleans Pelicans   | Alabama              |
| 14     | Aaron Nesmith      | SF    | Stati Uniti   | Boston Celtics         | Vanderbilt           |
| 15     | Cole Anthony       | PG    | Stati Uniti   | Orlando Magic          | UNC                  |
| 16     | Isaiah Stewart     | PF/C  | Stati Uniti   | Houston Rockets        | Washington           |
| 17     | Aleksej Pokuševski | SF/PF | Serbia Grecia | Minnesota Timberwolves | Olympiakos           |
| 18     | Josh Green         | SG    | Australia     | Dallas Mavericks       | Arizona              |
| 19     | Saddiq Bey         | SF    | Stati Uniti   | Brooklyn Nets          | Villanova            |
| 20     | Precious Achiuwa   | PF    | Nigeria       | Miami Heat             | Memphis              |
| 21     | Tyrese Maxey       | PG    | Stati Uniti   | Philadelphia 76ers     | Kentucky             |
| 22     | Zeke Nnaji         | PF/C  | Stati Uniti   | Denver Nuggets         | Arizona              |
| 23     | Leandro Bolmaro    | SF    | Argentina     | New York Knicks        | Barcellona           |
| 24     | R.J. Hampton       | SG    | Stati Uniti   | Milwaukee Bucks        | New Zealand Breakers |
| 25     | Immanuel Quickley  | PG    | Stati Uniti   | Oklahoma City Thunder  | Kentucky             |
| 26     | Payton Pritchard   | PG    | Stati Uniti   | Boston Celtics         | Oregon               |
| 27     | Udoka Azubuike     | C     | Nigeria       | Utah Jazz              | Kansas               |
| 28     | Jaden McDaniels    | SF    | Stati Uniti   | Los Angeles Lakers     | Washington           |
| 29     | Malachi Flynn      | PG    | Stati Uniti   | Toronto Raptors        | San Diego State      |
| 30     | Desmond Bane       | SG    | Stati Uniti   | Boston Celtics         | TCU                  |

### Giocatori scelti al 2º giro
| Scelta | Giocatore        | Ruolo | Nazionalità         | Squadra NBA            | Provenienza           |
| ------ | ---------------- | ----- | ------------------- | ---------------------- | --------------------- |
| 31     | Tyrell Terry     | PG    | Stati Uniti         | Dallas Mavericks       | Stanford              |
| 32     | Vernon Carey     | C     | Stati Uniti         | Charlotte Hornets      | Duke                  |
| 33     | Daniel Oturu     | C     | Stati Uniti         | Minnesota Timberwolves | Minnesota             |
| 34     | Théo Maledon     | PG    | Francia             | Philadelphia 76ers     | ASVEL                 |
| 35     | Xavier Tillman   | PF    | Stati Uniti         | Sacramento Kings       | Michigan State        |
| 36     | Tyler Bey        | SG/SF | Stati Uniti         | Philadelphia 76ers     | Colorado              |
| 37     | Vít Krejčí       | PG/SG | Rep. Ceca           | Washington Wizards     | Casademont Zaragoza   |
| 38     | Saben Lee        | PG    | Stati Uniti         | Utah Jazz              | Vanderbilt            |
| 39     | Elijah Hughes    | SF    | Stati Uniti         | New Orleans Pelicans   | Syracuse              |
| 40     | Robert Woodard   | SF    | Stati Uniti         | Memphis Grizzlies      | Mississippi State     |
| 41     | Tre Jones        | PG    | Stati Uniti         | San Antonio Spurs      | Duke                  |
| 42     | Nick Richards    | C     | Giamaica            | New Orleans Pelicans   | Kentucky              |
| 43     | Jahmi'us Ramsey  | SG    | Stati Uniti         | Sacramento Kings       | Texas Tech            |
| 44     | Marko Simonović  | C     | Montenegro          | Chicago Bulls          | Mega Bemax            |
| 45     | Jordan Nwora     | SF    | Stati Uniti Nigeria | Orlando Magic          | Louisville            |
| 46     | C.J. Elleby      | SG    | Stati Uniti         | Portland Trail Blazers | Washington State      |
| 47     | Yam Madar        | PG    | Israele             | Boston Celtics         | Hapoel Tel Aviv       |
| 48     | Niccolò Mannion  | PG    | Italia              | Golden State Warriors  | Arizona               |
| 49     | Isaiah Joe       | SG    | Stati Uniti         | Philadelphia 76ers     | Arkansas              |
| 50     | Skylar Mays      | PG/SG | Stati Uniti         | Atlanta Hawks          | Louisiana State       |
| 51     | Justinian Jessup | SG    | Stati Uniti         | Golden State Warriors  | Boise State           |
| 52     | Kenyon Martin    | SF    | Stati Uniti         | Sacramento Kings       | IMG Academy           |
| 53     | Cassius Winston  | PG    | Stati Uniti         | Oklahoma City Thunder  | Michigan State        |
| 54     | Cassius Stanley  | SG    | Stati Uniti         | Indiana Pacers         | Duke                  |
| 55     | Jay Scrubb       | SG    | Stati Uniti         | Brooklyn Nets          | John A. Logan College |
| 56     | Grant Riller     | PG/SG | Stati Uniti         | Charlotte Hornets      | Charleston            |
| 57     | Reggie Perry     | PF    | Stati Uniti         | Los Angeles Clippers   | Mississippi State     |
| 58     | Paul Reed        | PF    | Stati Uniti         | Philadelphia 76ers     | DePaul                |
| 59     | Jalen Harris     | PG/SG | Stati Uniti         | Toronto Raptors        | Nevada                |
| 60     | Sam Merrill      | SG    | Stati Uniti         | New Orleans Pelicans   | Utah State            |